# 2019年世界水泳選手権モーリシャス選手団
2019年世界水泳選手権モーリシャス選手団は、2019年7月12日から7月28日まで韓国の光州で開催された第18回世界水泳選手権のモーリシャス選手団、およびその競技結果。

## 選手団
- 人員: 選手 4人

## 選手名簿・結果
| 選手                       | 種目               | 予選      | 予選 | 準決勝   | 準決勝   | 決勝     | 決勝     |
| 選手                       | 種目               | 結果      | 順位 | 結果     | 順位     | 結果     | 順位     |
| -------------------------- | ------------------ | --------- | ---- | -------- | -------- | -------- | -------- |
| ブラッドリー・ヴィンセント | 男子50m自由形      | 23秒23    | 57位 | 予選敗退 | 予選敗退 | 予選敗退 | 予選敗退 |
| ブラッドリー・ヴィンセント | 男子50m背泳ぎ      | 27秒97    | 57位 | 予選敗退 | 予選敗退 | 予選敗退 | 予選敗退 |
| マシュー・マルケ           | 男子100mバタフライ | 1分00秒03 | 70位 | 予選敗退 | 予選敗退 | 予選敗退 | 予選敗退 |
| カミーユ・ケーニッヒ       | 女子50m自由形      | 29秒14    | 73位 | 予選敗退 | 予選敗退 | 予選敗退 | 予選敗退 |
| カミーユ・ケーニッヒ       | 女子200m背泳ぎ     | 2分28秒32 | 41位 | 予選敗退 | 予選敗退 | 予選敗退 | 予選敗退 |
| エロディ・プー・チョン     | 女子50m平泳ぎ      | 36秒72    | 45位 | 予選敗退 | 予選敗退 | 予選敗退 | 予選敗退 |
| エロディ・プー・チョン     | 女子50mバタフライ  | 30秒26    | 48位 | 予選敗退 | 予選敗退 | 予選敗退 | 予選敗退 |